# Endosimbiosi

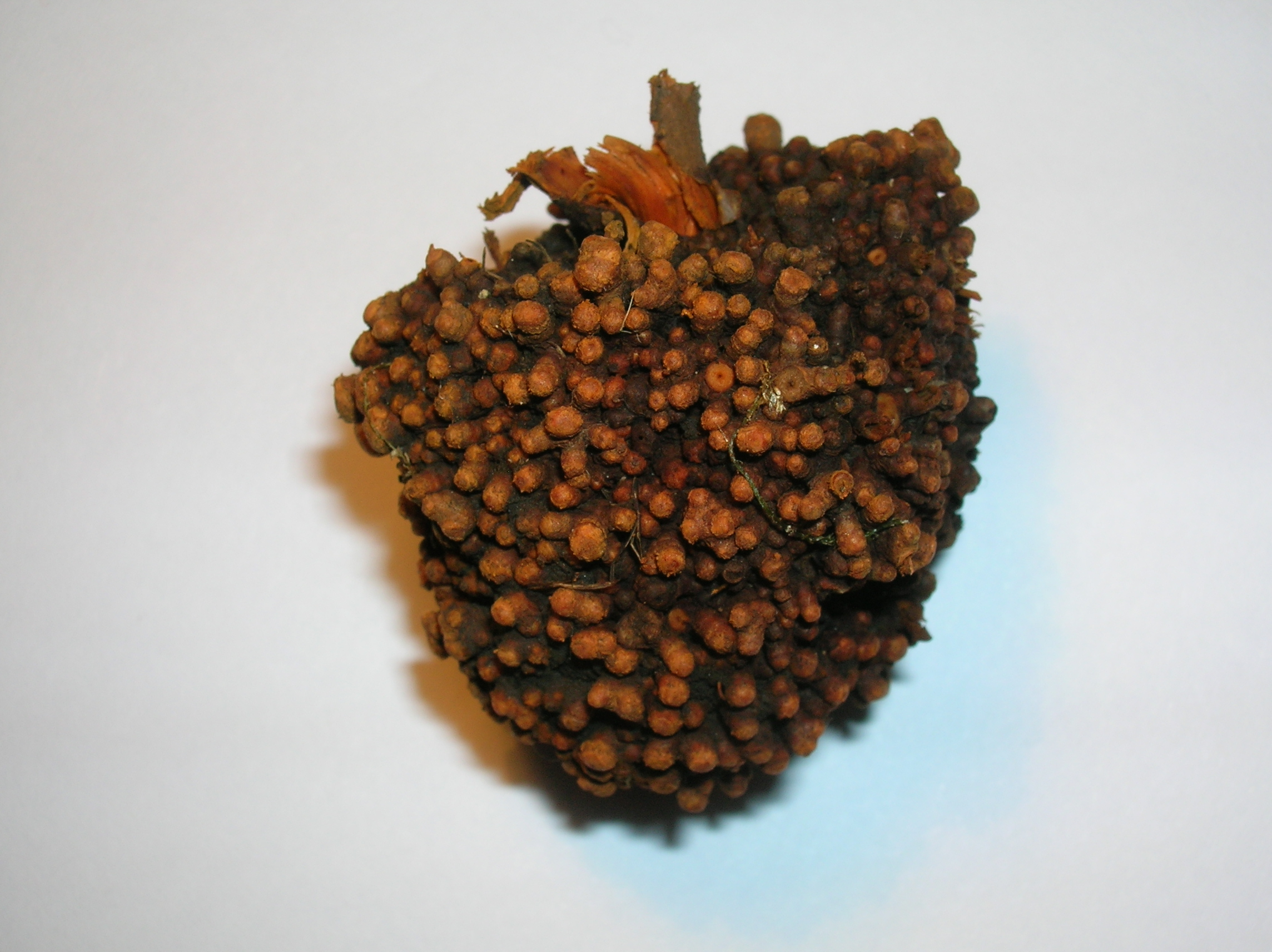
El nòdul d'arrel de l'àlber alberga bacteris endosimbiòtics que fixen el nitrogen.

L'endosimbiosi és qualsevol relació simbiòtica en què un simbiont viu dins dels teixits d'un altre, ja sigui dins de les cèl·lules o extracel·lularment.
L’any 1967 Lynn Margulis va proposar la teoria endosimbiòtica, que descriu l'aparició de les cèl·lules eucariotes a conseqüència de la relació endosimbiòtica de diferents cèl·lules procariotes. Altres exemples destacats de l'endosimbiosi són diversos microbiomes, rizobis, bacteris fixadors de nitrogen que viuen en els nòduls de les arrels de llegums; actinomicets, bacteris fixadors de nitrogen com ara Frankia, que viuen en nòduls d'arrel d'àlber; algues unicel·lulars dins dels coralls que construeixen esculls; i endosimbionts bacterians que proporcionen nutrients essencials a un 10% -15% d'insectes.
En l'endosimbiosi, a la cèl·lula hoste li manquen alguns nutrients que li proporciona l'endosimbiont. Com a resultat, l'amfitrió afavoreix els processos de creixement de l'endosimbiont dins d'ella mateixa produint algunes cèl·lules especialitzades. Aquestes cèl·lules afecten la composició genètica de l'amfitrió per tal de regular la població creixent dels endosimbionts i assegurar que aquests canvis genètics es passen a la descendència mitjançant transmissió vertical (herència).
Un exemple d'endosimbiosi és la relació entre els cucs de tubs siboglínids i els bacteris simbiòtics que viuen en les foses hidrotèrmiques i les filtracions de fred. El cuc no té tracte digestiu i es basa totalment en els seus símbols interns per a la nutrició. Els bacteris s'oxiden ja sigui en sulfur de hidrogen o metà, que els proporcionen l'hoste. Aquests cucs es van descobrir a finals dels anys vuitanta a les aigües hidrotèrmiques properes a les illes Galápagos i des d'aleshores s'han trobat en els desembocaments hidrotèrmics de les profunditats del mar i filtracions fredes a tots els oceans del món. A mesura que l'endosimbiont s'adapta a l'estil de vida de l'amfitrió, aquest canvia notablement. Hi ha una reducció dràstica de la mida del seu genoma, ja que molts gens es perden durant el procés del metabolisme i la reparació i recombinació de l'ADN, mentre que es mantenen importants gens que participen en la transcripció d'ADN a RNA, traducció de proteïnes i replicació d'ADN. La disminució de la mida del genoma es deu a la pèrdua de gens que codifiquen les proteïnes i no a la disminució de les regions intergèniques o a la mida del marc de lectura obert (ORF).
Les espècies que evolucionen de manera natural i contenen mides reduïdes de gens es poden tenir en compte un nombre augmentat de diferències notables entre elles, provocant així canvis en les seves taxes evolutives. Quan els bacteris endosimbiòtics relacionats amb insectes es transmeten a la descendència estrictament mitjançant transmissió genètica vertical, els bacteris intracel·lulars es troben a través de molts obstacles durant el procés, la qual cosa redueix la disminució de la mida efectiva de la població, en comparació amb els bacteris de vida lliure. La incapacitat dels bacteris endosimbiòtics de reintegrar el seu fenotip de tipus salvatge mitjançant un procés de recombinació es denomina fenomen de trinquet de Muller. El fenomen de trinquet de Müller, juntament amb mides de població menys efectives, condueix a l'acreció de mutacions perjudicials en els gens no essencials del bacteri intracel·lular. Això pot ser degut a la manca de mecanismes de selecció que prevalen en l'entorn hoste relativament «rics».

## Exemples d'organismes endosimbiòtic
- Les algues fotosintètiques verdes del tipus de Chlorella que viuen en les cèl·lules del protist ciliat Paramecium viride.
- Els dinoflagel·lats que viuen dins de les cèl·lules de molts coralls.